# Дворедна седефица
Дворедна седефица (лат. Brenthis hecate) врста је лептира из породице шаренаца (лат. Nymphalidae).

## Опис
Веома се лако распознаје по два реда уједначених црних тачака који прате руб крила и са горње и са доње стране. Настањује обично ливаде заклоњене шумом или жбуњем, нема је у равничарском делу земље. Насељава локално јужну и део централне Европе.
Гусеница првог ступња презимљава пре еклозије. Када су зреле, имају истакнут образац од белих и тамно сивих поља. Трнолики израштаји који носе сете (сколуси) наранџасте су боје и не прелазе преко медиодорзалне линије. Латерална линија је широка и бела, и раздваја маркиран дорзум од тамног, једнобојног вентрума. Осим на биљци, могу се срести и на тлу, где често одмарају.

## Биљка хранитељка
Биљка хранитељка је биљка суручица (Filipendula ulmaria).